# Hadji Baba Ammi
Hadji Baba Ammi, né le 3 février 1944 à Beni Isguen (Ghardaia) est un haut fonctionnaire ancien ministre des Finances de l'Algérie du 11 juin 2016 jusqu'au 25 mai 2017.

## Biographie
Ingénieur économiste formé à l'École nationale polytechnique d'Alger. Hadji Baba Ammi a d'abord travaillé comme ingénieur au sein de la Sonacome de 1969 à 1981. Il y a occupé les postes d'ingénieur économiste (1969-1973) puis de chef de département projets (1974-1978) puis il a été pendant trois ans directeur du département de l’engineering en étant en parallèle président-directeur général de la société mixte de production de machines-outils (ALMO) de 1978 à 1980.
En 1983, il devient gérant de la société Inter Service avant de devenir chef de département des études sectorielles à la Banque algérienne de développement de 1983 à 1984.
Après avoir été directeur de la planification au sein du ministère du même nom entre 1984 et 1988, il fera tout le reste de sa carrière au sein du secteur des finances.
Il sera par deux fois directeur général des Études de la prévision au ministère des Finances de 1989 à 1990 et de 1995 à 2005. Entre les deux il a été nommé directeur central à la banque d'Algérie de 1991 à 1992. Ensuite il est nommé directeur général du Trésor de 2005 à 2013 avant d'effectuer son entrée au gouvernement en 2014 comme ministre délégué auprès du ministre des Finances, chargé du Budget et de la prospective.
Le 11 juin 2016, il devient le ministre des Finances de l'Algérie dans le gouvernement Sellal IV.
Le 4 juin 2020, il est condamné à quatre ans de prison avec sursis pour « détournement de foncier agricole et trafic d'influence » avant d'être finalement relaxé en avril 2022.
Marié, il est père de quatre enfants.